# Самардак, Богдан Николаевич
Богда́н Никола́евич Самарда́к (укр. Богдан Миколайович Самардак; род. 25 марта 1963, Ваньковичи, Львовская область) — советский, украинский футболист и тренер.

## Футбольная биография

### Карьера игрока
Футбольное образование Богдан получал во Львовском спортинтернате, где занимался у тренера Ф. В. Бушанского. После его окончания играл в любительском коллективе «Спартак» (Самбор). В 1984 году дебютировал в команде мастеров «Торпедо» (Луцк), возглавляемой тренером Мироном Маркевичем. Затем была служба в армии и выступления за команду Львовского высшего военно-политического училища, после чего последовало приглашение во второлиговый «Авангард». В первом же своём сезоне за клуб из Ровно, молодой форвард забил 13 мячей, став лучшим бомбардиром команды. В первенстве 1987 года, Богдан отличился уже 18 голами, войдя в число лучших голеадоров зонального турнира второй лиги. В следующем чемпионате, Самардак с 16 забитыми голами снова лучший нападающий своей команды.
Результативность форварда не осталась без внимания тренеров команд рангом выше. В 1989 году Самардак переходит в клуб первой лиги «Металлург» (Запорожье), возглавляемый известным тренером и спортивным функционером Геннадием Афанасьевичем Жиздиком. Отыграв сезон за запорожскую команду, Самардак возвращается в «Авангард», который к тому времени тренировал Роман Покора. Сезон 1990 года ровенская команда завершила на 3 месте, а Богдан, с показателем в 11 забитых голов, снова становится лучшим бомбардиром своей команды.
Осенью 1990 года, Самардак переходит в словацкую команду «Хемлон» из города Гуменне, выступавшую во втором дивизионе чемпионата Чехословакии, куда его порекомендовал, ранее игравший в этом клубе, бывший партнёр Богдана по ровенскому «Авангарду» Орест Баль — младший брат известного футболиста сборной СССР Андрея Баля. В новом коллективе Самардак играл на позиции левого полузащитника, был игроком основного состава, вместе с командой стал бронзовым призёром первенства.
Проведя два года в Чехословакии, Самардак решает вернуться на Украину, где присоединяется к своей бывшей команде из Ровно, с которой подписал двухлетний контракт. Дебютировал в чемпионате Украины 14 марта 1993 года, в поединке «Верес» — «Нива» (Тернополь). А уже в следующем поединке против запорожского «Металлурга», проходившего 19 марта, отличился и своим первым голом в высшей лиге Украины, поразив ворота голкипера хозяев поля Ильи Близнюка. По окончании контракта, весной 1995 года, Богдан перебирается в черновицкую «Буковину». Команда, возглавляемая опытным специалистом Ефимом Школьниковым, в сезоне 1995/96, становится серебряным призёром перволигового турнира. Уже в следующем сезоне Самардак снова возвращается в элитный дивизион, подписав контракт с тернопольской «Нивой», куда его пригласил главный тренер Игорь Яворский, хорошо знавший Богдана по совместным выступлениям за клубы «Хемлон» и «Верес». Довелось поиграть Самардаку с бывшем партнёром и в «Ниве», так как наставник тернопольцев продолжал выходить на футбольное поле в качестве игрока. В тернопольском клубе опытный футболист стал одним из лидеров коллектива, действуя большинство матчей на позиции атакующего центрального полузащитника.
1999 год Богдан отыграл в команде «Полесье» (Житомир). 10 ноября 1999 года, 36-летний игрок принял участие в поединке против ЦСКА-2 (Киев), который стал последним в его игровой карьере на профессиональном уровне. Завершив выступления в большом футболе, Самардак продолжал играть за футзальные и любительские коллективы. В 2002 году, в составе команды «Волынь-Цемент» из города Здолбунов, принимал участие в любительском чемпионате Украины.

### Карьера тренера
Завершив игровую карьеру, Богдан Николаевич тренировал ряд любительских коллективов Ровненской области. В 2012 году, главный тренер тернопольской «Нивы», выступавшей к тому времени во второй лиге, Игорь Яворский, пригласил Самардака в свой тренерский штаб. По итогам сезона 2012/13, команда заняла второе место в своей группе и проведя стыковые матчи, получила право со следующего сезона играть в первенстве первой лиги. Первую часть нового сезона «Нива» провела довольно не плохо, занимая после первого круга 7 место. Но уже в межсезонье в клубе начались серьёзные финансовые проблемы. Команда не тренировалась и не готовилась к сезону. Большинство футболистов основного состава покинули коллектив, вынужден был подать в отставку и главный тренер Игорь Яворский.
Ставший у руля клуба Автандил Мдинарадзе, 15 марта 2014 года, назначает исполняющим обязанности главного тренера Богдана Самардака. На первую тренировку пришло только девять футболистов. Новому наставнику пришлось в срочном порядке доукомплектовывать команду, а уже 26 марта «Нива» проводила матч 1/4 финала Кубка Украины против черкасского «Славутича», ставшим для Богдана Николаевича первым официальным поединком в качестве наставника профессионального клуба, в котором подопечные Самардака уступили лишь в серии послематчевых пенальти. В матче 27 тура «Гелиос» — «Нива», Богдан Самардак, в знак протеста против, по его мнению, неправильно назначенного пенальти в ворота «Нивы», увёл свою команду с поля, за что впоследствии тернопольский клуб лишили трёх очков, а сам наставник был оштрафован и дисквалифицирован на два матча. Постепенно, по ходу первенства, команда набирала форму, улучшалось взаимодействие между игроками, в итоге подопечные Самардака финишировали на 10 месте.
Самардак сохранил за собой пост до весны 2015 года. Полного доверия с руководством он так и не смог найти. Серия поражений привела к его отставке. Летом 2015 присоединился к тренерскому штабу «Буковины», где работал ассистентом главного тренера. В конце мая 2016 года решил подать в отставку. С 2017 по 2019 год работал главным тренером в любительской команде «Малинск», которая кроме областных соревнований также принимала участие и в чемпионате Украины среди любителей.

## Достижения

### В качестве игрока
- Серебряный призёр Первой лиги Украины: 1995/96.
- Бронзовый призёр Чемпионату УССР: 1990.
- Полуфиналист Кубка Украины: 
1993/94.

### В качестве тренера
- Бронзовый призёр Второй лиги Украины: 2012/13.